# Ashur-nadin-shumi
Ashur-nadin-shumi ( cuneiforme neo-assiro/babilonese:  Aššur-nādin-šumi, lett. "Ashur mi diede il nome"), (... – Elam, 694 a.C.) figlio del re neo-assiro Sennacherib fu Re di Babilonia dal 700 a.C. al 694 a.C., anno in cui fu catturato e (probabilmente) giustiziato dagli Elamiti.
Si ritiene fosse l'erede designato di Sennacherib al trono d'Assiria.

## Biografia
La Babilonia era stata conquistata dal re assiro Tiglatpileser III (regno 745-727 a.C.) meno di trent'anni prima che Ashur-nadin-shumi ne diventasse il sovrano. Durante questi trent'anni, Babilonia aveva ripetutamente tentato di tornare un regno indipendente. Sennacherib dovette affrontare diverse rivolte nella Bassa Mesopotamia. Perfino il re-vassallo della città nominato da Sennacherib, Bel-ibni, gli si era ribellato.
Dopo aver rimosso Bel-ibni nel 700 a.C., Sennacherib nominò suo figlio, Ashur-nadin-shumi, re di Babilonia.
Ashur-nadin-shumi era allora citato dalle fonti anche con il titolo di māru rēštû, lett. "figlio preminente" o "figlio primogenito". La sua nomina a re di Babilonia e il nuovo titolo suggeriscono che Ashur-nadin-shumi fosse l'erede designato da Sennacherib al trono d'Assiria. Essendo Ashur-nadin-shumi intitolato māru rēštû probabilmente significa che era il principe ereditario di Sennacherib; se significa "preminente" un tale titolo sarebbe adatto solo per il principe ereditario e se significa "primogenito", suggerisce anche che Ashur-nadin-shumi era l'erede poiché gli Assiri nella maggior parte dei casi seguivano il principio della primogenitura. Ulteriori prove a favore del fatto che Ashur-nadin-shumi fosse il principe ereditario è la costruzione di un palazzo per lui da parte di Sennacherib nella città di Assur, qualcosa che Sennacherib avrebbe fatto anche per il successivo principe ereditario Esarhaddon.
In qualità di re assiro di Babilonia, la posizione di Ashur-nadin-shumi era politicamente importante e molto delicata e gli avrebbe concesso una preziosa esperienza come erede dell'intero impero neo-assiro. Tuttavia, il mandato di Ashur-nadin-shumi come re babilonese non durò a lungo e non fu in grado di gestire la instabile situazione politica della Bassa Mesopotamia. Nel 694 a.C., Sennacherib portò l'esercito assiro a oriente, invadendo il regno di Elam presso il quale si erano rifugiati i ribelli caldei che contendevano agli Assiri il dominio su Babilonia. In risposta a questa incursione nel loro territorio, gli Elamiti aggirarono le forze assire ed invasero la Mesopotamia. Probabilmente incoraggiati o supportati dagli stessi Babilonesi, gli invasori catturarono Ashur-nadin-shumi presso la città di Sippar e lo portarono ad Elam ove si persero le sue tracce (fu probabilmente giustiziato).
Desideroso di vendetta per la perdita del figlio, Sennacherib misconobbe la precedente indulgenza mostrata nei confronti di Babilonia da parte degli Assiri e, dopo aver riconquistato la città con un lungo assedio (vedi Assedio di Babilonia (689 a.C.)), la fece radere al suolo, profanandone i templi e rubando la Statua di Marduk, simulacro della divinità poliade. L'atto fece molto scalpore all'epoca, tanto che potrebbe essere stato una delle ragioni dell'omicidio di Sennacherib da parte di due dei suoi figli, otto anni dopo.

### Fonti
- Cronache babilonesi - ed. standard in (EN) Grayson AK, Assyrian and Babylonian Chronicles, 1975, ISBN 978-1575060491.

### Studi
- (EN) G. Bertin, Babylonian Chronology and History, in Transactions of the Royal Historical Society, vol. 5, 1891,  pp. 1-52, DOI:10.2307/3678045.
- (EN) Bertman S, Handbook to Life in Ancient Mesopotamia, OUP USA, 2005, ISBN 978-0-19-518364-1.
- (EN) Brinkman JA, Sennacherib's Babylonian Problem: An Interpretation, in Journal of Cuneiform Studies, vol. 25, n. 2, 1973,  pp. 89-95, DOI:10.2307/1359421, JSTOR 1359421.
- (EN) Frahm E, Family Matters: Psychohistorical Reflections on Sennacherib and His Times, in Kalimi I e Richardson S (a cura di), Sennacherib at the Gates of Jerusalem: Story, History and Historiography, Leida, Brill Publishers, 2014, ISBN 978-90-04-26561-5.
- (EN) Glassner JJ, Mesopotamian Chronicles, Society of Biblical Literature, 2004, ISBN 978-1-58983-090-5.
- (EN) Grayson AK, Assyria: Sennacherib and Esarhaddon (704–669 BC), in The Cambridge Ancient History Volume 3 Part 2: The Assyrian and Babylonian Empires and Other States of the Near East, from the Eighth to the Sixth Centuries BC, Cambridge University Press, 1970, ISBN 978-3-11-103358-7.
- (EN) Porter BN, Images, Power, and Politics: Figurative Aspects of Esarhaddon's Babylonian Policy, American Philosophical Society, 1993, ISBN 978-0-87169-208-5.
- (EN) Tallqvist KL, Assyrian Personal Names (PDF), Leipzig, August Pries, 1914.